# Мечеть Мохамед-бея аль-Кадіра
Мечеть Мохамед-бея аль-Кадіра або Стара мечеть (араб. مسجد محمد بك آل الكبير،) — найстаріша мечеть в місті Оран.

## Історія
Закладена Мохамед-беєм аль-Кадіром в 1792, відразу після того, як Оран переданий Іспанією Алжиру. Можливо, що це була реконструкція мечеті, що існувала до 1509.
Після смерті Мохамед-бея в 1799, його тіло поховано в мечеті. Незабаром навколо збудованої за стінами міста мечеті виник квартал, який був повністю зруйнований французами у 1832.
Будівля мечеті переобладнана під форт, в якому до 1893 розміщувався французький гарнізон.
У 1893 мечеть знову відкрита для вірян. Після розширення меж міста наприкінці XIX — на початку XX століття будівлею мечеті потрапило в межу міста і було оточене багатоповерховими будинками.